# Öffentlich-private Partnerschaft
Eine öffentlich-private Partnerschaft (ÖPP) oder (als Fremdwort aus dem Englischen) Public-private-Partnership (PPP) ist eine vertraglich geregelte Zusammenarbeit zwischen öffentlicher Hand und Unternehmen der Privatwirtschaft in einer Zweckgesellschaft. Ziel von ÖPP ist die Arbeitsteilung, wobei der private Partner die Verantwortung zur effizienten Erstellung der Leistung übernimmt, während die öffentliche Hand dafür Sorge trägt, dass gemeinwohlorientierte Ziele beachtet werden. Die öffentliche Hand erwartet von der Partnerschaft mit der privaten Wirtschaft die Entlastung der angespannten öffentlichen Haushalte, da der private Unternehmer die Finanzierung ganz oder teilweise selbst besorgt und daher auf die Wirtschaftlichkeit des Projektes achten muss. ÖPP ist in der Regel einem Miet- oder Pachtvertragsverhältnis ähnlich.

## Allgemeines und Abgrenzung
ÖPP ist die vertraglich meist langfristig geregelte Zusammenarbeit zwischen öffentlicher Hand und Privatwirtschaft, bei der die notwendigen Ressourcen (zum Beispiel Know-how, Betriebsmittel, Kapital und Personal) von den Partnern zum gegenseitigen Nutzen in einem gemeinsamen Organisationszusammenhang eingebracht und vorhandene Projektrisiken entsprechend der Risikomanagementkompetenz der Projektpartner verteilt werden. Privatisierungsrechtlich stehen öffentlich-private Partnerschaften zwischen Aufgabenprivatisierungen (materielle Privatisierung) und Organisationsprivatisierungen (formelle Privatisierung). Im letztgenannten Fall verwendet der öffentlich-rechtliche Verwaltungsträger lediglich eine privatrechtliche Gesellschaftsform, im erstgenannten Fall wird die bisher hoheitliche Aufgabe vollständig oder teilweise dem Markt übertragen, denn die staatliche Aufsicht bleibt in der Regel bestehen.
ÖPP stellt für öffentliche Auftraggeber eine neue Beschaffungsform dar, die dann zum Einsatz kommen soll, wenn sie für das konkrete Projektvorhaben den gesetzlichen Vorgaben von Sparsamkeit und Wirtschaftlichkeit eher entspricht als andere verfügbare Beschaffungsformen. Spezifisches Kennzeichen ist der Lebenszyklusphasen übergreifende, aus Sicht des Auftragnehmers möglichst viele, mindestens vier der Wertschöpfungsstufen Planen, Bauen, Finanzieren, Erhalten und Betreiben umfassende Aufgabentransfer vom öffentlichen Auftraggeber auf einen privaten Anbieter solcher integrierter Dienstleistungen.
Aus der Definition von ÖPP ergibt sich eine große Vielfalt möglicher Anwendungsgebiete, darunter Verkehr, Versorgung, Entsorgung und der öffentliche Hochbau. Die nebenstehende Abbildung zeigt Anwendungsgebiete mit Beispielen.

## Geschichte
Der Anstieg der öffentlichen Schulden mit der Folge knapper finanzieller Ressourcen und gleichzeitig anstehende öffentliche Investitionen veranlassten die öffentliche Hand, nach neuen Finanzierungsmöglichkeiten zu suchen. Wird von Konzessionierungen zur Entwicklung von Wasser-, Gas- und Elektrizitätsinfrastrukturprojekten abgesehen (die es bereits im 19. Jahrhundert gab), waren erst ab 1987 öffentliche Stellen nicht mehr strikt gegen privates Kapital als Finanzierungsgrundlage öffentlicher Projekte. Die 1921 in Düsseldorf gegründete Bürohausgesellschaft, die zunächst die Aufgabe hatte, Bürohäuser zu errichten, stellt ein frühes Beispiel einer ÖPP im deutschsprachigen Raum dar. Ein frühes Beispiel ist auch das Projekt Neues Frankfurt zwischen 1925 und 1930, wo sich Stadt und private Investoren je zur Hälfte an den Kosten beteiligten. Ein weiteres (und bis heute bestehendes) Beispiel einer ÖPP ist das Museum Folkwang, das seit 1922 in Essen betrieben wird. Grundlage ist ein im selben Jahr geschlossener Kooperationsvertrag zwischen dem privaten Folkwang-Museumsverein, in dem sich Großunternehmen und Banken sowie private Mäzene zusammengefunden hatten und der Stadt Essen. Da beide Partner zu gleichen Teilen Eigentümer der Sammlungen des Museums sind, handelt es sich um den Fall einer ÖPP nach dem sog. Gesellschaftsmodell.
Die Beteiligung der Europäischen Investitionsbank an ÖPP-Vorhaben reicht bis zu den Darlehen zurück, die im Entstehungsland Großbritannien nach Gründung des Eurotunnel-Projekts (Frankreich/Großbritannien) im Juli 1987 gewährt wurden. Die britische Private Finance Initiative (PFI) vom Dezember 2001 gilt als das erste systematische, von einer Regierung konzipierte Projekt eines Staates zur Nutzung von privatem Kapital für öffentliche Vorhaben.
Die weitaus meisten ÖPP-Projekte werden in Großbritannien realisiert. 2002 startete das Prestigeprojekt für die Sanierung und den Betrieb der Londoner U-Bahn. London sollte innerhalb von 30 Jahren insgesamt 45 Mrd. Euro an Mieten an die Investoren zahlen. Doch bereits 2007 gingen die Investoren in die Insolvenz. London musste die Verpflichtungen der Investoren übernehmen und unter eigener Regie von vorn beginnen. Bei Schulprojekten stellten sich bauliche Mängel heraus, bei Krankenhäusern und Gefängnissen wird so an Personal gespart, dass häufig die Qualität der Versorgung, der Sicherheit und des Essens gefährdet wird. Oft verkaufen die Erstinvestoren die Verträge an andere Investoren weiter, die auf höhere Renditen setzen. Ein Ausschuss des englischen Parlaments kam 2011 zu dem Schluss, dass keine Belege für die Vorteilhaftigkeit des ÖPP-Verfahrens gefunden werden konnten. Die lange Laufzeit mache die Verträge inflexibel, die Auftragsvergabe sei teuer. Die langfristig vereinbarten Mieten seien in Wirklichkeit eine verdeckte Kreditaufnahme, die im öffentlichen Haushalt aber nicht ausgewiesen werden.
Die EU-Kommission hat erstmals im März 2003 „Leitlinien für erfolgreiche ÖPP-Projekte“ herausgegeben, die dem Projektmanager helfen sollten, die Ziele des öffentlichen und privaten Sektors in Einklang zu bringen.
Die während der Griechenlandkrise begonnene und bis Anfang 2022 fortgesetzte Niedrigzinspolitik der EZB hat die Rahmenbedingungen für ÖPP massiv verändert. Staatsanleihen der Bundesrepublik Deutschland notierten zeitweise sogar unter null Prozent. Gleichwohl befürwortete z. B. der Verkehrsminister im Kabinett Merkel III, Alexander Dobrindt (CSU), Teilprivatisierungen.

## Bedeutung
Seither wurden ÖPP von Staaten und supranationalen Institutionen als eine weichere Alternative zur Privatisierung genutzt. Ende 2007 bestand ein Volumen von 73,8 Milliarden Euro an ÖPP-Projekten, von denen 54,7 Milliarden Euro zwischen 2005 und 2007 entstanden waren. Größter ÖPP-Markt ist Großbritannien mit einem Anteil von 42,2 Milliarden Euro (57 %), gefolgt von Italien (29,8 Milliarden Euro; 40 %), Deutschland (9,5 Milliarden Euro; 13 %) und Griechenland mit einem Anteil von 6,3 Milliarden Euro. In Deutschland entfielen im Jahre 2010 etwa 66 % Marktanteil bei der Finanzierung von ÖPP auf die Sparkassenorganisation und 22 % auf die sonstige Kreditwirtschaft.

## Finanzierung
Die Kreditgewährung an eine Projektgesellschaft stellt ein konstitutives Element einer ÖPP-Struktur dar. Die meist privatrechtlich organisierte Projektgesellschaft fungiert als Kreditnehmer. Sie verkauft (forfaitiert) ihre Forderungen gegen die Kommune oder tritt sie an eine Bank ab; die Kommune spricht gleichzeitig einen vollständigen Einredeverzicht gegenüber der Bank aus.
Inzwischen wurden in den meisten Staaten auch die rechtlichen Voraussetzungen geschaffen oder durch die ÖPP-Partner Vertragsgestaltungen entwickelt, die eine Kreditaufnahme des privaten Sektors innerhalb von ÖPP-Projekten zu besseren Kommunalkredit-Konditionen ermöglichen. Generell ist das statthaft, wenn die Forderungen einer privatrechtlich organisierten Projektgesellschaft gegen die öffentliche Hand im Rahmen einer echten Forfaitierung an Banken verkauft/abgetreten werden und gleichzeitig der öffentliche Schuldner mindestens in Höhe der Kreditbedienung auf sämtliche Einreden verzichtet. Wegen des Einredeverzichts ist die Forderung durch die öffentliche Hand selbst bei Nichtleistung der Projektgesellschaft noch zu erfüllen, so dass hierdurch Kreditinstitute so gestellt werden, als ob sie einen Kreditvertrag direkt mit dem öffentlichen Schuldner geschlossen hätten; denn die Kreditbedienung wird durch etwaige Leistungsstörungen innerhalb der Vertragsbeziehung zwischen Kommune und Projektgesellschaft nicht beeinträchtigt.

## Arten der ÖPP
ÖPP steht landläufig für eine besondere Art der funktionalen Privatisierung. Im Unterschied zur materiellen Privatisierung lässt der Staat eine bislang öffentlich wahrgenommene Aufgabe also nur teilweise los und zieht private Wirtschaftssubjekte lediglich hinzu. Daher wird oft auch von Teilprivatisierung gesprochen. Die hoheitliche Erfüllungsverantwortung bleibt unangetastet. Vertragliche Konstruktionen können in den unterschiedlichsten Formen gestaltet sein. Aufgrund dessen ist eine Einordnung von ÖPP-Konstruktionen in definierte Modelle erschwert, da eine klare Abgrenzung selten gelingt. Jedoch unterscheidet die Europäische Kommission zwischen ÖPP auf Vertragsbasis und institutionalisierten ÖPP. Bei vertraglichen ÖPP-Projekten ist das Kooperationsverhältnis zwischen öffentlichem und privatem Partner rein vertraglich geregelt, während bei institutionalisierten ÖPP eine Unternehmensneugründung stattfindet, die durch gemischtes Kapital von öffentlichen und privaten Investoren finanziert wird.
Dennoch soll unter anderem nach den umfangreichen Informationen der PPP-Task-Force im BMVBS oder des Gutachtens „PPP im Öffentlichen Hochbau“ eine Auflistung der heute üblichen ÖPP-Vertragsmodelle erfolgen.

### Betreibermodell
Das Betreibermodell sieht in der Regel vor, dass der private Unternehmer ein Infrastrukturprojekt auf eigenes Risiko plant, errichtet, finanziert und betreibt; er hat die Bauherreneigenschaft und trägt das wirtschaftliche Risiko. Für diese Vorhaben wird meist eine Einzweckgesellschaft gegründet. Die Betriebskosten und der Kapitaldienst werden durch Gebühren aufgebracht, die die Nutzer für die Inanspruchnahme der Einrichtung zu entrichten haben. Der private Betreiber erbringt seine Leistungen entweder im Namen und auf Rechnung der Gemeinde oder als Konzessionär in eigenem Namen. Grundlage ist stets ein Betreiber- oder Konzessionsvertrag, in dem sich die Kommune Kontroll- und Zugriffsrechte sichert.

### BOT-Modell
Unter der Bezeichnung BOT (englisch build, operate, transfer, übersetzt Bauen, Betreiben, Übertragen) ist ein Betreibermodell geläufig, das die schlüsselfertige Erstellung von Anlagen einschließlich Finanzierung der Vorlaufkosten und umfassendem Projektmanagement sowie die Betriebsübernahme für die Anlaufphase vorsieht. Nach Ende der Projektlaufzeit wird das Projekt an den Endnutzer übertragen. BOTs mit Laufzeiten bis zu 30 Jahren und mehr, insbesondere beim Bau von Infrastrukturanlagen wie Kraftwerken oder Flughäfen, sind üblich. Der Bau der britischen Botschaft in Berlin wurde nach den Maßstäben der britischen Private Finance Initiative (PFI) umgesetzt.

### Erwerbermodell
Der private Auftragnehmer übernimmt auf einem in seinem Eigentum stehenden Grundstück Planung, Bau, Finanzierung und den Betrieb z. B. einer Immobilie, die von der öffentlichen Hand genutzt wird. Zum Vertragsende geht das Eigentum an Grundstück und Gebäude auf den öffentlichen Auftraggeber über. Das Entgelt besteht in einer regelmäßigen Zahlung an den Auftragnehmer; es wird bei Vertragsabschluss festgesetzt und enthält Komponenten für Planung, Bau, Betrieb, Finanzierung und Erwerb der Immobilie inkl. Grundstück, einschließlich möglicher Zuschläge für den betriebswirtschaftlichen Gewinn, der auch die Risikoübertragung abdeckt. Die Laufzeit des Vertrages beträgt in der Regel 20 bis 30 Jahre.

### Inhabermodell
Der private Auftragnehmer übernimmt Planung, Bau, Finanzierung und den Betrieb z. B. einer Immobilie oder Straße, die von der öffentlichen Hand genutzt wird und in ihrem Eigentum steht. Das Entgelt besteht in einer regelmäßigen Zahlung an den Auftragnehmer; es wird bei Vertragsabschluss festgesetzt und enthält Komponenten für Planung, Bau, Betrieb und Finanzierung einschließlich möglicher Zuschläge für den betriebswirtschaftlichen Gewinn, der auch die Risikoübertragung abdeckt.

### Leasingmodell
Der private Auftragnehmer übernimmt Planung, Bau, Finanzierung, Betrieb und optional die Verwertung einer Immobilie. Anders als beim ÖPP-Erwerbermodell besteht jedoch keine Verpflichtung zur Übertragung des Gebäudeeigentums am Ende der Vertragslaufzeit. Der Auftragnehmer hat vielmehr ein Optionsrecht, die Immobilie entweder zurückzugeben oder zu einem vorab vereinbarten Restwert zu übernehmen. Neben der Kaufoption sind auch Mietverlängerungsoptionen oder Verwertungsabreden möglich. Als Nutzungsentgelt zahlt der Auftragnehmer Leasingraten. Bestandteile der Raten sind Entgelte für die (Teil-)Amortisation der Planungs-, Bau- und Finanzierungskosten sowie den Betrieb (Facility Management) einschließlich Risikozuschlag.

### Mietmodell
Das Mietmodell entspricht weitgehend dem Leasingmodell, jedoch ohne Kaufoption. Das Gebäude kann zum im Zeitpunkt des Vertragsablaufs zu ermittelnden Verkehrswert erworben werden. Der Auftraggeber zahlt regelmäßige Raten an den Auftragnehmer in feststehender Höhe; Bestandteile dieser Raten sind das Entgelt für die Gebrauchsüberlassung und den Betrieb (Facility Management).

### Konzessionsmodell
Der private Auftragnehmer verpflichtet sich, Einrichtungen für die öffentliche Hand zu planen, zu errichten und zu betreiben (Baukonzession) und bestimmte Dienstleistungen gegenüber den Nutzern zu erbringen (Dienstleistungskonzession). Der private Partner finanziert sich unmittelbar bei den Nutzern über Eintrittsgebühren, Maut, Parkgebühren. Überschätzt der private Partner das Nutzungsaufkommen, ist ihm keine Möglichkeit gegeben das Projekt durch Entgelterhebung zu refinanzieren oder Gewinne zu erwirtschaften. Um diese Modelle dennoch zu fördern, können von der öffentlichen Hand Zahlungen erfolgen (z. B. Anschubfinanzierung oder Abschlusszahlungen).
Konzessionsmodelle finden häufig Anwendung bei Projekten der Verkehrsinfrastruktur, bei denen wiederum zwischen A- und F-Modellen unterschieden wird. Bei A-Modellen entrichtet der Nutzer das Entgelt an die öffentliche Hand, die es an den privaten Partner weiterleitet. Bei F-Modellen ist der private Partner ermächtigt, die Gebühr direkt bei den Nutzern einzufordern.

### Gesellschaftsmodell
Die intensivste Form des ÖPP findet im Rahmen der so genannten gemischt-wirtschaftlichen Unternehmen statt, die sowohl öffentliche als auch private Anteilseigner haben: teilweise als Modifikation der Betreibermodelle, teilweise sind private Anteilseigner lediglich finanziell beteiligt.
Bei dem Gesellschaftsmodell oder Kooperationsmodell errichten und betreiben öffentliche Hand und private Partner eine Einrichtung über eine gemeinsame Gesellschaft. Entsprechend der oben angegebenen Definition sind aber nur solche gemischtwirtschaftlichen Unternehmen als ÖPP zu verstehen, bei denen beteiligte Private nicht nur ein Finanzierungsgeschäft wollen, sondern die Partner ihre unterschiedlichen Kompetenzen in das Unternehmen einbringen.

### Betriebsführungsmodell
Bei dem Betriebsführungsmodell bleibt die öffentliche Hand selbst Eigentümerin der Einrichtung. Es ist lediglich vorgesehen, dass der private Betriebsführer gegen Entgelt die Einrichtung im Namen des öffentlichen Aufgabenträgers betreibt. Typischerweise umfasst Betriebsführung den Betrieb, die Wartung und die Instandhaltung sowie die technische und kaufmännische Verwaltung.

### Betriebsüberlassungsmodell
Als Zwischenform zwischen dem Betreibermodell und dem Betriebsführungsmodell gilt das sogenannte Betriebsüberlassungsmodell. Die öffentliche Hand zieht sich mehr aus dem laufenden Betrieb der Anlage zurück. Der private Betriebsführer hat einen weitergehenden Gestaltungsraum, darf zum Beispiel oft außenwirksam handeln.

### Restriktion
Grundsätzlich muss zwischen ÖPP-Projekten im öffentlichen Hochbau und solchen im Verkehrssektor unterschieden werden.
Im öffentlichen Hochbau sind grundsätzlich alle Modelle anwendbar, etabliert haben sich insbesondere die oben beschriebenen Modelle wie etwa:
- Verfügbarkeitsmodell
- Konzessionsmodell
- Gesellschaftsmodell

In der Verkehrsinfrastruktur können grundsätzlich drei Modelltypen unterschieden werden:
- Verfügbarkeitsmodell
- Betreibermodell, nach dem Fernstraßenbauprivatfinanzierungsgesetz[24]
- Ausbauprogramm der Bundesregierung[25]

## Gründe und Risiken
Die Erwartung eines wirtschaftlichen Vorteils für die öffentlichen Haushalte ist üblicherweise der zentrale Beweggrund für ÖPP. Zitiert werden im Schnitt zehn bis fünfzehn Prozent Kostenersparnis. Der wirtschaftliche Vorteil wird über Vergleichsrechnungen ermittelt, die die konventionelle Realisierung (Public Sector Comparator, PSC) der über ÖPP gegenüberstellen. Allein die Berechnung des PSC stellt einen Bruch mit tradierten Methoden der öffentlichen Finanzwirtschaft dar, da hier möglichst alle mit einer Maßnahme verbundenen Kosten einbezogen werden („ganzheitliche“ Betrachtung, zum Beispiel Einbeziehung der Reparaturkosten über die gesamte Nutzungsdauer und nicht nur die reine Bauinvestition) und die Kosten meist über mehrere Jahrzehnte betrachtet werden; häufig über den gesamten Lebenszyklus. Ist die Vorteilhaftigkeit durch entsprechende Kostenanalysen nachgewiesen und politisch gewollt (siehe Abschnitt Kritik), ist auch bei der sich anschließenden Ausschreibung des ÖPP-Projektes der Preis das in nahezu allen Fällen am stärksten gewichtete Kriterium bei der Anbieterauswahl. Üblicherweise ist der Angebotsbarwert ausschlaggebend. Dies ist der Nettobarwert der vom Auslober zu zahlenden, jährlichen, üblicherweise stetigen Entgelte für Betrieb und Schuldendienst über die Vertragslaufzeit. Der Abzinsungsfaktor wird hierbei vom Auslober vorgegeben.
Ein Vorzieheffekt bei ÖPP-Investitionen kann für die oft stark verschuldete öffentliche Hand insoweit eintreten, als eine oft langwierige Haushaltsplanung für eine eigene (Neu-)Kreditaufnahme entfällt. Hinzu kommt ein Zeitgewinn bei ÖPP-Projekten durch eine schnellere, termin- und budgettreue Fertigstellung sowie eine Effizienzsteigerung durch das rein betriebswirtschaftliche Management der Privaten bei Wartung und Betrieb der Anlagen.
Gemäß der Maxime, wonach der Staat und die Privatwirtschaft sich auf ihre jeweiligen Stärken und Kernkompetenzen konzentrieren sollen, wird somit der Service für die Nutzer und die Gesamteffizienz bei der Leistungserstellung optimiert. Die privaten Unternehmen haben bei bestimmten Projekttypen, insbesondere auch im Hochbau, bereits langjährige Erfahrungen zur optimalen Gestaltung und können daher die vorhandenen Projekt- und Betriebsrisiken und -chancen besser einschätzen, sodass durch ÖPP eine wirtschaftlichere Leistungserbringung im Interesse aller erreicht werden kann.
Die privaten Unternehmen versprechen sich von der Beteiligung an ÖPP-Vorhaben neue profitable Geschäftsfelder. Die Finanzwirtschaft verspricht sich vom ÖPP-Geschäft in Deutschland im Kredit- und Eigenmittelmarkt das Aufkommen einer neuen „Asset“-Kategorie, der insoweit Jahrzehnte hinter der Entwicklung in anderen Ländern, wie Großbritannien zurückgeblieben ist.
Der Staat macht sich auch in höherem Maße von den Privaten abhängig. Dem stehen aber der potentielle Effizienzgewinn gegenüber und die Möglichkeit für die öffentliche Hand neuverschuldungsfrei investieren zu können.
Es besteht die Gefahr, dass bei einem nicht ausreichend überwachten und konzessionierten Vorhaben die Kontrolle durch die Behörden verloren geht. Ein Negativbeispiel lieferte etwa das Konsortium Toll Collect, das die Lkw-Maut in Deutschland gegenüber dem vertraglich vorgesehenen Termin erst mit über einem Jahr Verspätung einführen konnte. Die Verträge dieses ÖPP-Modells sind selbst für Abgeordnete des Bundestags nicht frei zugänglich. Eine öffentliche Kontrolle ist dadurch massiv erschwert.
Haushaltstechnisch wirkt ÖPP nur dann wie eine Neukreditaufnahme der öffentlichen Hand, wenn keine oder nur unzureichende Risiken und Chancen auf den Privaten übertragen wurden (zum Beispiel Forfaitierungsmodell). Nach den in der gesamten EU geltenden Regeln von Eurostat ist ein ÖPP-Vorhaben dann nicht der öffentlichen Verschuldung zuzurechnen, wenn der Bau und das Marktrisiko dem Privaten übertragen wurden.

## Kritik
Die systemische Gesamtbetrachtung einer ÖPP bezieht auch indirekte Kosten mit ein, z. B. wenn ein ÖPP-Vertrag einschließt, dass Rentenansprüche nicht mehr durch den privaten Partner vollständig getragen werden, sondern langfristig durch den Staat übernommen werden oder wenn vormals Vollbeschäftigte in öffentlicher Trägerschaft durch Einsparungsmaßnahmen nun durch Geringverdiener ersetzt werden und dann von öffentlicher Seite aufgestockt werden müssen. Der Steuerzahler trägt dadurch ggf. indirekt die systemischen Kosten. Die alternative Beschaffungsmethode ist dann ggf. teurer für den Staat im Vergleich zu den rein auf das Unternehmen bezogenen isolierten Kosten der Ausbringung von Gütern und Dienstleistungen.
Wenn die öffentliche Hand die systemischen Abhängigkeiten einer ÖPP auf Basis von unabhängigen wissenschaftlichen Analysen quantifizieren darf (z. B. nicht eingeschränkt durch Vertragsgeheimhaltung zur öffentlichen Diskussion über Details im Bundestag), kann die Entscheidung über die Nützlichkeit von ÖPP nicht evidenzbasiert bzgl. möglicher Einschränkung auf das Gemeinwohl oder bzgl. negativer Auswirkungen auf den Steuerzahler in Konkurrenz zu den wirtschaftlichen Interessen überprüft werden. Auch sind derzeit nicht alle Konzepte bzgl. evidenzbasierter systemischer Quantifikation der Folgen und der demokratischen Legitimation und Überprüfung ausgereift. Von daher sind viele Entscheidungsträger, Gremien und Beamte angesichts unerprobter Verwaltungsverfahren bei ÖPP eher geneigt, die Planung und Beschaffung wie bisher in Eigenregie durchzuführen. In weiten Bereichen besteht in Deutschland auch noch eine nicht zu unterschätzende rechts- und verwaltungsverfahrensmäßige Unsicherheit. Generell besteht das Risiko, dass ÖPP-Projekte teurer werden als ihre möglichen rein öffentlichen Alternativen.
Der Bundesrechnungshof und die Rechnungshöfe aller Bundesländer haben im Jahr 2011 in einer gemeinsamen Auswertung festgestellt, dass die Wirtschaftlichkeit von ÖPP-Projekten nicht nachgewiesen und in vielen Fällen nicht gegeben sei.

### Zielkonflikt
Kritisiert wird die Vorstellung einer Win-win-Situation und die Ausweitung auf den Bereich der Daseinsvorsorge. Es besteht ein Zielkonflikt: Die Politik ist am Gemeinwohl orientiert und hat daher bei der Zuordnung von Ressourcen die Interessen jener Menschen wahrzunehmen, die ihre Bedürfnisse nicht oder nur unzureichend durch ihre Kaufkraft nachfragen können. Das Hauptziel eines Unternehmens dagegen ist die Gewinnmaximierung für seine Eigentümer. Dadurch besteht die Gefahr der Verschlechterung des Leistungsangebotes aufgrund der meist monopolartigen Exklusivverträge.
Allison Stanger kritisierte früh die ÖPP George W. Bushs und nachfolgender US-Administrationen im Sicherheits- und Verteidigungssektor, wodurch es zunehmend zum Brain Drain und der verringerten Handlungsfähigkeit innerhalb der Verwaltung komme. Die Folge seien die Verkleinerung diplomatischer Spielräume und resultierende Pfadabhängigkeiten.

### Geheimhaltung
Für die Organisation Attac stellt die oft geübte Praxis der Geheimhaltung von Privatisierungsverträgen den größten Kritikpunkt an ÖPP dar. Es ist daher oft auch nicht möglich, Aussagen über die Rentabilität von ÖPP-Projekten zu treffen. Dabei besteht gemäß dem Prinzipal-Agent-Problem das Problem der asymmetrischen Informationsverteilung.

### Demokratische Legitimation und indirekte Polarisierung
Gemäß Art. 20 Abs. 2 GG geht jede Staatsgewalt vom Volke aus. Jede Entscheidung des Verwaltungsträgers muss sich daher bis zum Volkssouverän zurückverfolgen lassen. Sind aber öffentliche Ressourcen in einem gemischt-wirtschaftlichen Unternehmen gebunden, hat die Verwaltung unter Umständen einen zu geringen Einfluss auf die Entscheidungsfindung zur Verwendung der öffentlichen Ressourcen und das Leistungsangebot. Im Gegenteil: Verfassungsrechtlich nicht legitimierte Private treffen Entscheidungen, die das Gemeinwohl betreffen. Dies führt unter Umständen dazu, dass öffentliche Mittel nicht ausreichend dem Gemeinwohl, sondern in erster Linie dem privaten Partner zugutekommen.
So hat Loka Ashwood (Auburn University) 2018 in der Fallstudie For-Profit Democracy auch die zunehmende Militanz und Segregationstendenz im US-amerikanischen Hinterland nachvollzogen und mehrheitlich einem Ohnmachtsgefühl aufgrund der enger regionaler Abhängigkeiten dominanter Unternehmen und öffentlichen Einrichtungen zugeschrieben.

### Verdeckte Staatsverschuldung
Der Grünen-Fraktionsvorsitzende Anton Hofreiter sieht die Gefahr verdeckter Staatsverschuldung oder kommunaler Schattenverschuldung. Ähnlich der Kommentar von Harald Schumann: „Der Vorteil der ‚Partnerschaft‘ mit Banken und Baukonzernen ist nur, dass die über Jahrzehnte laufenden Zahlungspflichten des Staates nicht auf dessen Schuldenquote angerechnet werden“ ().

### Kritik von Werner Rügemer
Der Publizist Werner Rügemer hat auf der Grundlage des Verlaufs bisheriger ÖPP-Projekte und Recherchen vor Ort eine „Spur des Scheiterns“ diagnostiziert. Verschiedene Formen des Scheiterns seien festzustellen:
- Der Investor geht bereits in den ersten Jahren in die Insolvenz, die öffentliche Hand muss die Verpflichtungen des Investors übernehmen und mit Verlust neu beginnen, so beim Freizeit- und Badepark der Stadt Leimen in Baden-Württemberg und bei zahlreichen weiteren Bäderprojekten wie der Keitum-Therme auf Sylt.[36]
- Der Investor steigert durch Nachforderungen die Miete weit über die anfangs vereinbarte Höhe, so etwa bei den 90 Schulen des Landkreises Offenbach und bei der Hamburger Elbphilharmonie.[37]
- Beim Warnow-Tunnel in Rostock und beim Trave-Tunnel in Lübeck erwies sich die Kalkulation der Investoren Hochtief, Bilfinger Berger und Bouygues als geschönt; deshalb wurden die Laufzeiten der Verträge von 30 auf 40 bzw. 50 Jahre erhöht, sodass Einwohner und andere Autofahrer länger Maut zahlen müssen und das Eigentum an den Tunneln erst später als vereinbart an die Kommunen übergeht.[38]
- Schließlich scheitern Projekte, weil der Investor seine vertraglichen Verpflichtungen nicht erfüllen kann, so etwa beim Projekt des digitalen Bürgerportals, das die Stadt Würzburg mit der Bertelsmann-Tochterfirma Arvato vereinbart hatte „Würzburg integriert!“.[39]

Diese vielfältigen Formen des Scheiterns führt Rügemer auf Strukturelemente des ÖPP-Verfahrens zurück: Geheimhaltung der Verträge, private Schiedsgerichtsbarkeit, Forfaitierung mit Einredeverzicht (Verkauf der Mietforderungen an eine Bank), hohe Transaktions- und Beraterkosten, Zugehörigkeit der einschlägigen Berater zur organisierten ÖPP-Lobby, Alleinbestimmungsrecht des Investors bei den Subunternehmen u. a. Auch in Wirtschaftskreisen wird ÖPP inzwischen heftig kritisiert: „Bei ÖPP verdienen Konzerne, Banken und Berater das große Geld. Gemeinsam mit der öffentlichen Hand haben sie ein intransparentes System geschaffen ‒ zulasten von Mittelstand und Steuerzahlern.“

### Kritik von George Monbiot
Der englische Publizist George Monbiot hat anhand des ÖPP-Vorzeigeprojekts Skye Bridge das Scheitern des Prinzips ÖPP detailliert dokumentiert. Um dem Projekt den Schein des Erfolgs zu garantieren, hatte die Britische Regierung substanzielle finanzielle Vorleistungen getätigt, obwohl gemäß der Idee von ÖPP die Finanzierung eigentlich privat erfolgen soll. Außerdem hatte der Staat die privaten Bauherren für Kostenüberschreitungen kompensiert und damit die behaupteten Vorteile von ÖPP wie Risikotransfer und effizientes Kostenmanagement gleich selber widerlegt. Am Ende kostete die Brücke die Öffentlichkeit (Autofahrer, Steuerzahler) rund 93 Millionen Pfund Sterling. Hätte der Staat die Brücke selber gebaut, hätte sie höchstens 15 Millionen Pfund gekostet.

### Dokumentation „Der geplünderte Staat“
Die NDR-Fernsehdokumentation „Der geplünderte Staat“ (2013) von Stefan Aust und Thomas Ammann zeigt detailliert die Nachteile von ÖPP-Projekten auf: Geheimhaltung der Verträge, keine parlamentarische Kontrolle, Anfälligkeit für Korruption und mangelnde Wirtschaftlichkeit werden dabei im Detail belegt. Als Beispiele dienen den Autoren der Ausbau der Autobahn A1 zwischen Hamburg und Bremen, der Neubau eines Gefängnisses in Rostock sowie die Elbphilharmonie Hamburg. Neben vielen Interview-Partnern kommt Dieter Engels, Präsident des Bundesrechnungshofs von 2002 bis 2014 zu Wort. Er verweist darauf, dass die beteiligten Unternehmen anders als der Staat Gewinne erzielen müssen, dass umgekehrt aber ihre Kreditkosten höher sind als die des Staates. Allein dieser Zusammenhang mache ÖPP in der Regel unwirtschaftlich. Ausführlich dokumentieren die Autoren die Möglichkeit der Umgehung der Schuldenbremse durch ÖPP-Projekte.

### Kritik an der ÖPP Deutschland AG
In Deutschland wurde die ÖPP Deutschland AG kritisiert, da Banken, Berater und Baukonzerne Anteile an der ÖPP Deutschland AG hielten und gleichzeitig von öffentlich-privaten Partnerschaften profitierten. Ulrich Müller, Vorsitzender der Organisation Lobbycontrol, forderte eine Auflösung der ÖPP Deutschland AG, da sie eine Einladung zu Lobbyismus zulasten der Bürger sei. Die Vorsitzende von Transparency International Deutschland, Edda Müller, äußerte, dass „klare Auftraggeber- und Auftragnehmerbeziehungen öffentlich-privater Partnerschaften aus Sicht der Korruptionsprävention eindeutig vorzuziehen“ seien. Dies ist u. a. auch Thema bei Mario Barth deckt auf! gewesen.

### Kritik am Beispiel realisierter Autobahnprojekte
Bis 2014 sind nach einem Gutachten des Bundesrechnungshofs 5 der 6 ÖPP-Autobahnprojekte (auch als Privatautobahn bezeichnet) teurer geworden, als dies bei konventioneller Umsetzung der Fall gewesen wäre. Eine wesentliche Motivation zur Nutzung von ÖPP sei die Vorfinanzierung der Baukosten durch Private und damit die Möglichkeit der Umgehung der Schuldenbremse.
Das bisher größte und zugleich umstrittenste ÖPP-Projekt bildete der jahrelange A1-Umbau zwischen Hamburg und Bremen. Telekom und Daimler (ehemals Toll-Collect-Konsortium) waren über die Erhebung der Lkw-Maut am „Ertrag“ der Autobahn beteiligt. Der Betrieb eines 72,5 Kilometer langen Stücks der A1 zwischen Bremen und Hamburg im Gegenzug für die LKW-Mauteinnahmen durch das Konsortium A1 mobil stellte sich 2017 als nicht wirtschaftlich heraus. Deshalb erhob das Konsortium gegenüber dem Bund Forderungen in einer Größenordnung von 640 bis 787 Millionen Euro, um eine Insolvenz zu verhindern. Nach einem Bericht der Berliner Zeitung kannte die Regierung diese Probleme, hielt sie jedoch geheim, während weitere ÖPP-Projekte forciert wurden.

## Anwendung und Projekte nach Ländern

### Deutschland
Laut Volker Schaedel wurde der Begriff ÖPP in Deutschland seit seiner Entstehung undifferenziert angewendet und unscharf wahrgenommen. Es wurde damit eine Vielzahl von Aktivitäten und Vorstellungen beschrieben, die mit der ursprünglichen Idee von öffentlich-privater Partnerschaft nur sehr entfernt zu tun haben:
- ÖPP ist eine Form der funktionalen Privatisierung.
- Die private Finanzierung öffentlicher Bauleistungen wird teilweise als ÖPP bezeichnet. Bei ÖPP handelt es sich gerade nicht um Finanzierungsmodelle, sondern um Organisationsmodelle. Eine Finanzierungsleistung kann sehr wohl als eine Aufgabe begriffen werden.
- Mit dem Begriff ÖPP wird in Kommunen oft die Hoffnung verbunden, bisher nicht finanzierbare Vorhaben umsetzen zu können. Richtig ist, dass ohne entsprechende finanzielle Mittel ein Projekt nicht als ÖPP umsetzbar ist.

Seit Ende der 1990er Jahre existieren öffentlich-private Partnerschaften in Deutschland. Es folgt ein historischer Überblick über die Entstehungszeit bis 2010:
| Jahr                   | Politische Entwicklung und Gesetze |
| ---------------------- | --- |
| 1999                   | Teilprivatisierung der Berliner Wasserbetriebe |
| 2001                   | |
| März                   | 1. Betriebswirtschaftliches Symposium-Bau in Weimar |
| Mai                    | Gründung SPD-Arbeitsgruppe Öffentlich Private Partnerschaften |
| Juni                   | Konstituierung der interministeriellen Arbeitsgruppe „Private Infrastrukturfinanzierung“ |
| August                 | Konstituierung der interministeriellen Arbeitsgruppe „Privatwirtschaftliche Realisierung öffentlicher Hochbauten“ |
| Oktober                | NRW startet als erstes Bundesland eine ÖPP-Initiative: „Internationales Symposium PPP“ |
| 2002                   | |
| März                   | 2. Betriebswirtschaftliches Symposium-Bau in Weimar |
| Juni                   | Ankündigung eines ÖPP-Kompetenzzentrums auf Bundesebene |
| Juli                   | BUND: Gründung des Lenkungsausschusses „Privatwirtschaftliche Realisierung öffentl. Hochbauten“ |
| August                 | Gründung einer ressortübergreifenden Projektgruppe ÖPP im Finanzministerium Sachsen-Anhalt |
| Oktober                | BUND: Aufnahme von ÖPP in die Koalitionsvereinbarung von SPD und Bündnis 90/Die Grünen |
| November               | Hessisches Gesetz über den Bau und die Finanzierung öffentlicher Straßen durch Private |
| 2003                   | |
| März                   | 3. Betriebswirtschaftliches Symposium-Bau in Weimar |
| März                   | Gründung privatwirtschaftliches ÖPP-Kompetenzzentrum Berlin-Brandenburg |
| Juni                   | BUND: Verkehrsinfrastrukturfinanzierungsgesetz und Gründung der VIFG, in Kraft treten der Mautverordnung |
| Dezember               | Gründung des Bundesverbandes Public Private Partnership e. V. |
| 2004                   | |
| Januar                 | CDU/CSU gründen Arbeitsgruppe ÖPP |
| Februar                | Gründung des ÖPP-Kompetenzzentrums der Investitionsbank Schleswig-Holstein |
| März                   | 4. Betriebswirtschaftliches Symposium-Bau in Weimar |
| März                   | Initiierung einer „Gesprächsrunde ÖPP“ in der Obersten Baubehörde im Bayerischen Staatsministerium des Innern |
| April                  | Gründung Regionalforum ÖPP Berlin-Brandenburg |
| Juli                   | BUND: Gründung der PPP-Task-Force im Bundesministerium für Verkehr-, Bau- und Wohnungswesen |
| November               | BUND: Gründung Arbeitsgruppe ÖPP-Beschleunigungsgesetz |
| November               | Auftaktveranstaltung zu ÖPP in Baden-Württemberg |
| Dezember               | Auswahl von ÖPP-Landespilotprojekten durch eine interministerielle Arbeitsgruppe (Hessen) |
| Dezember               | ÖPP-Arbeitsgruppe beim Thüringer Ministerium für Bau und Verkehr |
| 2005                   | |
| März                   | Gründung des ÖPP-Kompetenzzentrums (Hessen) |
| März                   | 5. Betriebswirtschaftliches Symposium-Bau in Weimar |
| April                  | Gründung der PPP-Task-Force im Finanzministerium Sachsen-Anhalt |
| Mai                    | BUND: Einrichtung einer Arbeitsgruppe „Wirtschaftlichkeitsuntersuchungen bei PPP-Projekten“ |
| Juni                   | BUND: Verabschiedung des ÖPP-Beschleunigungsgesetzes im Bundesrat |
| November               | BUND: ÖPP in den Koalitionsvertrag aufgenommen |
| Dezember               | Initiierung der Gründung des Vereins „PPP in Hessen“ |
| Dezember               | Gründung des ÖPP -Kompetenznetzwerkes Niedersachsen |
| 2006                   | |
| Januar                 | BUND: Zielsetzung von einer ÖPP-Quote von 15 Prozent |
| März                   | 6. Betriebswirtschaftliches Symposium-Bau in Weimar |
| April                  | BUND: Gründung Arbeitsgruppe ÖPP-Vereinfachungsgesetz |
| Mai                    | Rechnungshöfe beziehen Position zu ÖPP |
| August                 | Gesetz zur Erleichterung ÖPP (Schleswig-Holstein) |
| Dezember               | BUND: In Kraft treten der Mautstreckenausdehnungsverordnung, Konzept zur Gründung einer Partnerschaft Deutschland |
| 2007                   | |
| 27. März 2007          | 1. Nationaler Workshop PPP im Krankenhaussektor; Bundesministerium für Verkehr, Bau und Stadtentwicklung, GSK, Strategy Consultants International                                                                                  |
| März                   | 7. Betriebswirtschaftliches Symposium-Bau in Weimar |
| Juli                   | Einrichtung der ÖPP-Kontaktstelle der ILB (Brandenburg) |
| Dezember               | Beschluss des Bundeskabinetts zur Gründung einer Partnerschaften Deutschland (ÖPP Deutschland AG) |
| 2008                   | |
| März                   | 8. Betriebswirtschaftliches Symposium-Bau in Weimar |
| 27. April 2008         | 2. Nationaler Workshop PPP im Krankenhaussektor; Bundesministerium für Verkehr, Bau und Stadtentwicklung, GSK, Strategy Consultants International                                                                                  |
| Juni                   | Gründung des Förderbankennetzwerks PartnerRegio |
| September              | BUND: Vorstellung des 100. ÖPP-Projekts im öffentlichen Hochbau |
| November               | BUND: Gründ der ÖPP Deutschland AG |
| Dezember               | BUND: Unterzeichnung der Rahmenvereinbarung zwischen ÖPP Deutschland AG und 10 Bundesländern, 82 Kommunen und 33 weiteren öffentlichen Auftraggebern                                                                               |
| 2009                   | |
| Februar                | Auflösung der PPP-Task-Force im Bundesministerium für Verkehr-, Bau- und Stadtentwicklung |
| März                   | 9. Betriebswirtschaftliches Symposium-Bau in Weimar |
| 7. Mai 2009            | 3. Nationaler Workshop PPP im Krankenhaussektor; Bundesministerium für Verkehr, Bau und Stadtentwicklung, GSK, Strategy Consultants International                                                                                  |
| Mai                    | BUND: 1. Hauptversammlung ÖPP Deutschland AG |
| August                 | BUND: Verkauf von Anteilen des Bundes an der ÖPP Deutschland AG an Länder und kommunale Spitzenverbände |
| September              | BUND: Start des Vergabeverfahrens für den Erwerb von weiteren Anteilen an der ÖPP Deutschland Beteiligungs-GmbH |
| Oktober                | BUND: Unterzeichnung des Koalitionsvertrags – ÖPP im Hochbau spielt hier keine Rolle mehr, hat sich als Beschaffungsvariante etabliert                                                                                             |
| 2010                   | |
| März                   | 10. Betriebswirtschaftliches Symposium-Bau in Weimar |
| 23.–24. September 2010 | 41. Nationaler Workshop PPP im Krankenhaussektor in Verbindung mit dem Lübecker Symposium am Universitätsklinikum Aachen AÖR, Verband der deutschen Klinikdirektoren, Universitätsklinika, GSK, Strategy Consultants International |

Lebenszyklus Gebäude; Grafik von Martin Zeumer

Die ÖPP wird auch in jenen Bereichen angewendet, die mit Daseinsvorsorge eher ungenau umschrieben sind. ÖPP gibt es in den unterschiedlichsten Bereichen, wobei die Ausgestaltung auch von den Fachgesetzen der jeweiligen Sachgebiete abhängt. Hier, wie auch im Hochbau allgemein, wird Public Private Partnership als eine Projektrealisierung öffentlicher Infrastrukturmaßnahmen unter privatem Gewinnstreben verstanden, die möglichst den gesamten Lebenszyklus eines Bauprojektes (nicht identisch mit dem herkömmlichen Produktlebenszyklus), beispielsweise eines Gebäudes (siehe nebenstehende Grafik) umfasst.

#### BeratungsgesellschaftPartnerschaften Deutschland

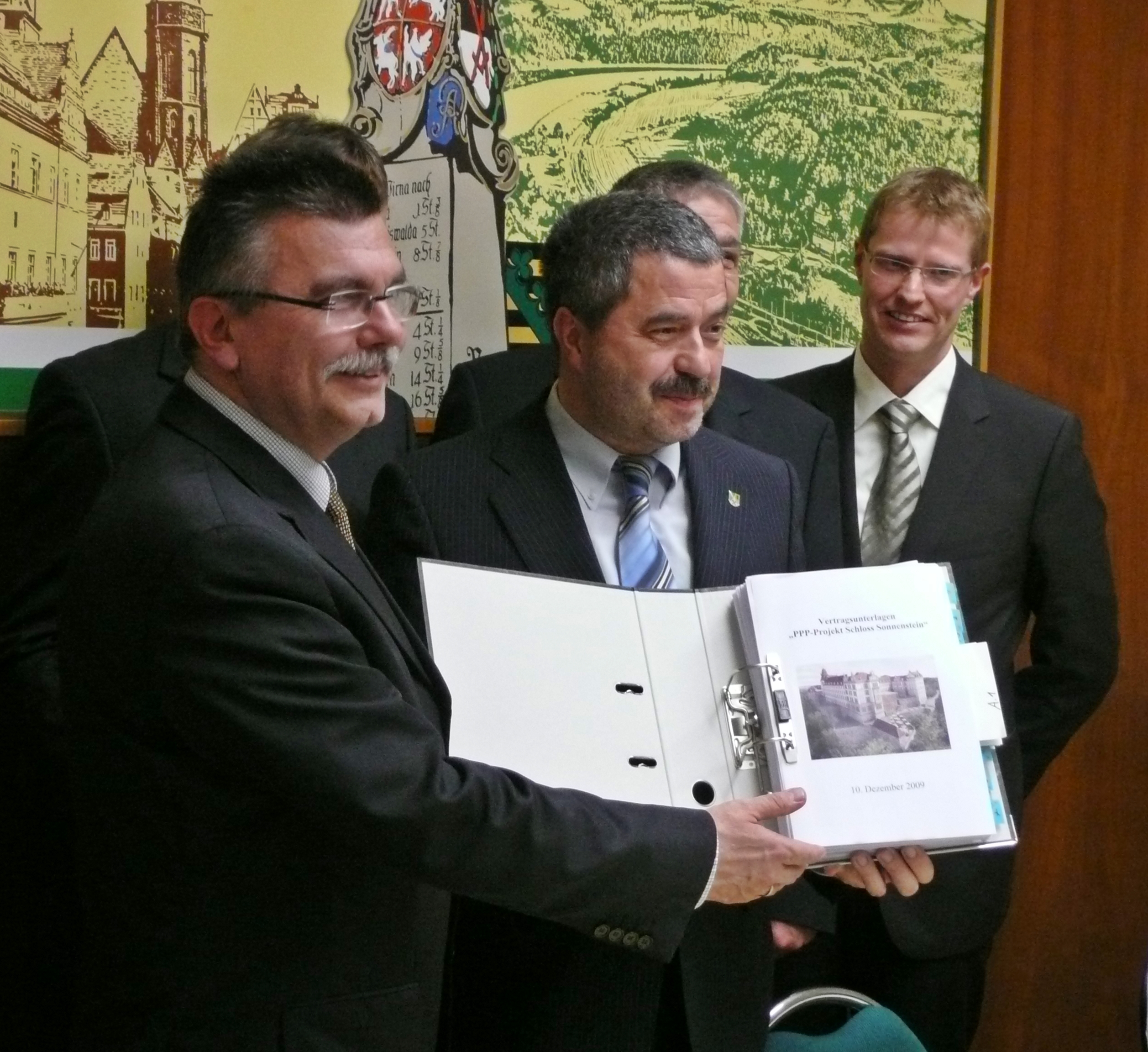
Unterzeichnung des ÖPP-Vertrages zwischen dem Landkreis Sächsische Schweiz-Osterzgebirge und dem Bau- und Dienstleistungskonzern Bilfinger Berger zu Sanierung und Betrieb (25 Jahre) von Schloss Sonnenstein als Sitz der Kreisverwaltung (10. Dezember 2009), das Vorhaben wurde mit dem Innovationspreis PPP 2011 in der Kategorie Verwaltung/Bau ausgezeichnet

Am 9. Juli 2008 wurde in Berlin im Beisein des Bundesfinanzministers Peer Steinbrück und des Bundesbauministers Wolfgang Tiefensee die Rahmenvereinbarung zur Gründung der neuen vom Bund initiierten Beratungsgesellschaft Partnerschaften Deutschland unterzeichnet. Sie soll Bund, Länder und Kommunen bei Grundlagenthemen von ÖPP-Projekten beraten. Die deutsche Industrie ist über eine private Beteiligungsgesellschaft beteiligt. Inwieweit Einfluss von dieser Seite genommen wird, ist noch nicht deutlich geworden. Der Vorstand besteht aus einer Doppelspitze mit einem Vertreter des Finanzministeriums und einem Vertreter der Industrie. Mit Beginn des Jahres 2009 hat die ÖPP Deutschland AG (Partnerschaften Deutschland) ihre operative Tätigkeit aufgenommen.

#### Verteidigung
Das IT-Projekt Herkules der Bundeswehr gilt als das derzeit größte ÖPP-Projekt Europas.

#### Öffentliche Gebäude
Ein umstrittenes Projekt im öffentlichen Hochbau ist der Neuaufbau des Berliner Stadtschlosses, der nach der Planung des ehemaligen Bundesministers Manfred Stolpe im Rahmen einer partnerschaftlichen öffentlich-privaten Finanzierung möglich sein sollte.

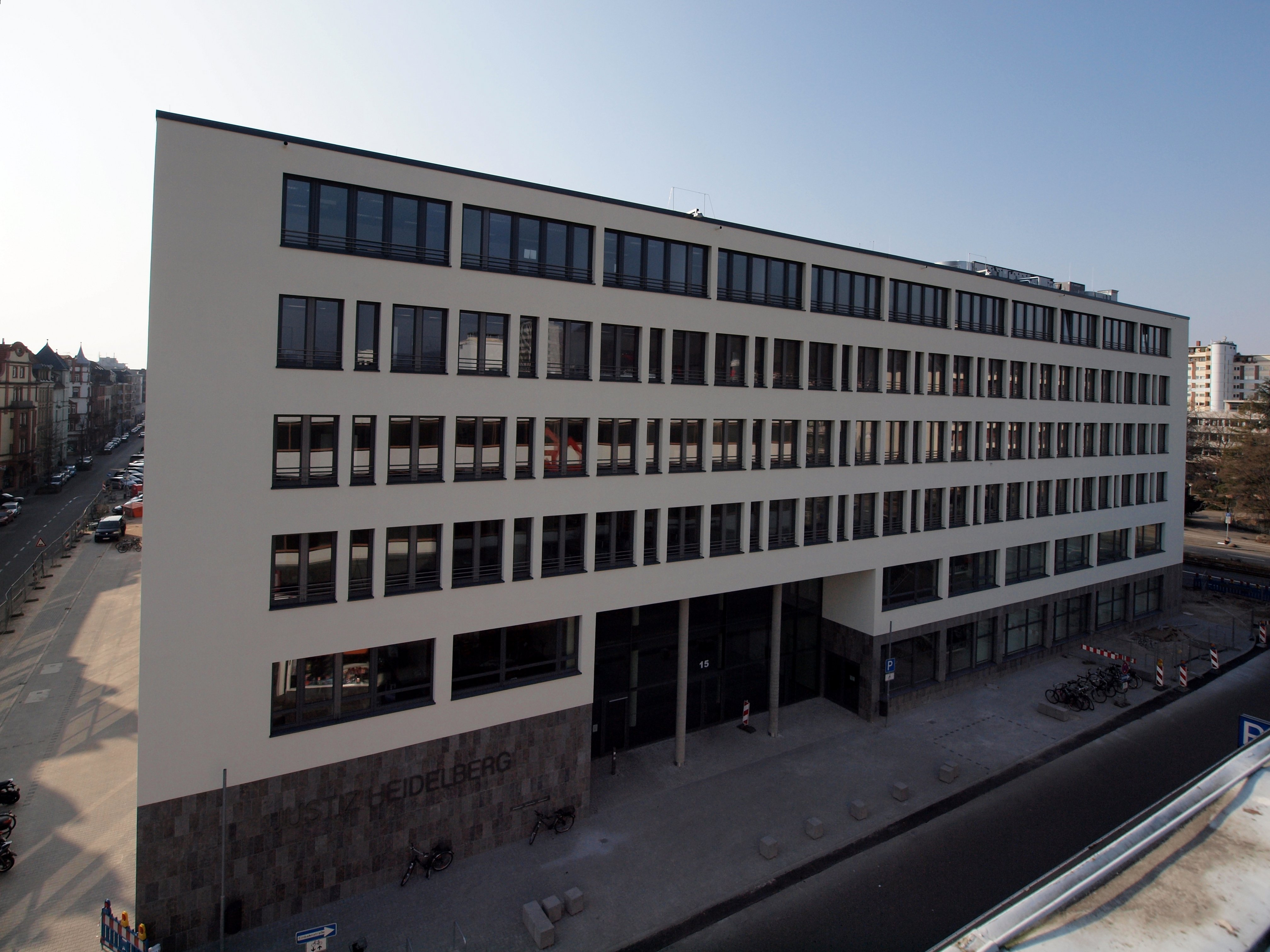
ÖPP-Projekt Behördenzentrum Heidelberg

Zunehmend kommt ÖPP auch bei Gebietskörperschaften zur Anwendung, deren Verschuldungssituation nach Auffassung der staatlichen Aufsichtsbehörden eine kreditfinanzierte Sanierung von Gebäuden nicht mehr zulässt. Im öffentlichen Hochbau sind bisher vor allem Schulneubau- und Schulsanierungsmaßnahmen Treiber dieser Beschaffungsvariante. Schulgebäude sind insbesondere in Hessen im Rahmen von Erbbauverträgen langfristig an private Gesellschaften abgegeben worden, nur um sie sogleich wieder anzumieten. Die privaten Gesellschaften verpflichten sich zur Sanierung der Gebäude und erhalten dafür über Zeiträume von 20 bis 40 Jahren Mietzahlungen der zuständigen Gebietskörperschaft. Diese Mietzahlungen liegen in der Regel über den bei einer kreditfinanzierten Sanierung fällig werdenden Kapitalmarktzinsen; zudem haben die beteiligten Gebietskörperschaften „Nebenkosten“, zum Beispiel für Beratung und Geschäftsbesorgung, in zum Teil erheblicher Höhe zu tragen.
Die Hamburger Elbphilharmonie ist ein Großprojekt der ÖPP. Nach zehnjähriger Bauzeit verzehnfachten sich die Fertigstellungskosten. Die Justizvollzugsanstalt Waldeck wurde in ÖPP erbaut und hierbei ergaben sich Hinweise auf Bestechung („privat-private Partnerschaft“).

#### Öffentliche Dienstleistungen
Mittlerweile gibt es mit der Justizvollzugsanstalt Hünfeld in Hessen auch das erste Gefängnis in Deutschland, das als ÖPP betrieben wird.
Die Kommune Plauen beschäftigt einen privaten Sicherheitsdienst für die Umsetzung der lokalen Polizeiverordnung.

##### Ver-/Entsorgung
Begünstigt durch das deutsche Kreislaufwirtschafts- und Abfallgesetz sind in Deutschland auch im Bereich der Abfallentsorgung zahlreiche ÖPP-Projekte entstanden. So eröffnet § 16 Abs. 1 KrW-/AbfG den entsorgungspflichtigen Körperschaften ausdrücklich die Möglichkeit, sich zur Erledigung der Entsorgungspflicht Dritter zu bedienen, während die Erfüllungsverantwortung bei den Körperschaften bleibt.
Auch in § 56 Satz 3 Wasserhaushaltsgesetz (WHG) ist die Möglichkeit der Hinzuziehung Dritter bei der Abwasserbeseitigung ausdrücklich vorgesehen.
Die Wasserversorgung von Berlin war in Kooperation mit dem französischen Konzern Veolia Environnement privatisiert worden. Die Kosten für die Berliner Bürger wurden hierdurch 20–30 % teurer.

##### Kommunikation, Rundfunk/Fernsehen
Ein Beispiel für ÖPP-Modelle in der Informationstechnologie ist das 2004 gegründete Unternehmen WIVERTIS zwischen Siemens (Siemens Business Services) und der Landeshauptstadt Wiesbaden.
Mit der Privatisierung der Deutschen Bundespost wurde das deutsche Sendernetz weitgehend von Telekom und Media Broadcast übernommen. Ende der 1990er Jahre wurden daraufhin mit Hilfe von TRANSRADIO SenderSysteme Berlin AG viele Stationen mit neuen Sendenormen digitalisiert und das LW- und MW-Netz danach stark dezimiert.

#### Verkehr
Ein Schwerpunkt ist das Verkehrswesen, wo ÖPP-Modelle neben der LKW-Maut auch größere Infrastrukturprojekte wie den Warnowtunnel in Rostock und den Herrentunnel in Lübeck ausführen. Mit der Inbetriebnahme der Nordverlegung der Bundesautobahn 4 bei Eisenach wurde 2010 das erste ÖPP-Pilotprojekt im Autobahnbau fertig gestellt. Inzwischen (Stand: August 2017) sind sieben solcher ÖPP-Vorhaben in Betrieb und weitere in Bau oder Planung.
Hinsichtlich der Überlegungen der Bundesregierung zur Privatisierung des Bundesfernstraßennetzes hat der Bundesrechnungshof am 30. November 2016 ein Gutachten vorgelegt. Er weist darin auf mehrere Problemkreise hin.
Bei der Lkw-Maut („Toll Collect“) zeigte sich die schwache Stellung der öffentlichen Hand auch bei Projekten des Bundes. Weil die Investoren Daimler, Telekom und cofiroute die Installationen auf den Autobahnen und in den Lkws erst mit einer Verzögerung von knapp zwei Jahren funktionsfähig machen konnten, entstand dem Staat ein Einnahmeausfall von gut 4 Milliarden Euro. Die 2004 von der Bundesregierung beim privaten Schiedsgericht eingereichte Schadenersatzklage – die Höhe des inzwischen aufgelaufenen Betrags mit Zinsen und Konventionalstrafen beläuft sich auf etwa 7 Milliarden Euro – wurde bis heute nicht entschieden; die Bundesregierung zeigte sich bereit (Stand Oktober 2013), auf mindestens 4,5 Milliarden Euro zu verzichten.

### Österreich
Eines der bekanntesten Projekte ist die Errichtung und der Betrieb der Nord Autobahn durch das Konsortium Bonaventura. Die Bauzeit soll mit drei Jahren relativ kurz werden. Die Erlöse der privaten Partner richten sich nach der Autobahnmaut.
In einem anderen Projekt wird ab 2010 ein Teilstück einer ehemaligen Bundesstraße neu errichtet, bzw. erweitert und ergänzt.

### Schweiz
Auf dem ehemaligen Zeughausareal in Burgdorf, Kanton Bern, ist seit Frühling 2012 das kantonale Verwaltungszentrum „Neumatt“ in Betrieb, das neben 450 Arbeitsplätzen der Verwaltung einen Werkhof sowie ein Regionalgefängnis mit 110 Haftplätzen umfasst.
Neumatt" wurde als ÖPP-Pilotprojekt für die Schweiz nach internationalen Standards realisiert.

### Weltweit
Wird von einer weiten Definition der ÖPP ausgegangen, so können auch Projekte einiger internationaler Gesundheitsschutzorganisationen, die sowohl von öffentlichen als auch von privaten Organisationen finanziert werden, als ÖPP gelten. Beispiele dafür sind verschiedene WHO-Projekte, da die WHO auch durch die Industrie und durch Stiftungen finanziert wird. Zu den größten zählen:
- Globale Allianz für Impfstoffe und Immunisierung (GAVI): Sie wird zu 75 Prozent (750 Millionen US-Dollar) von der Bill & Melinda Gates Foundation finanziert, die im Unterschied zu den UN-Organisationen dort auch einen ständigen Sitz im Aufsichtsrat hat.
- Globale Allianz für verbesserte Ernährung (GAIN)
- Globaler Fonds zur Bekämpfung von AIDS, Malaria und Tuberkulose (Global Fund).

## Alternativen

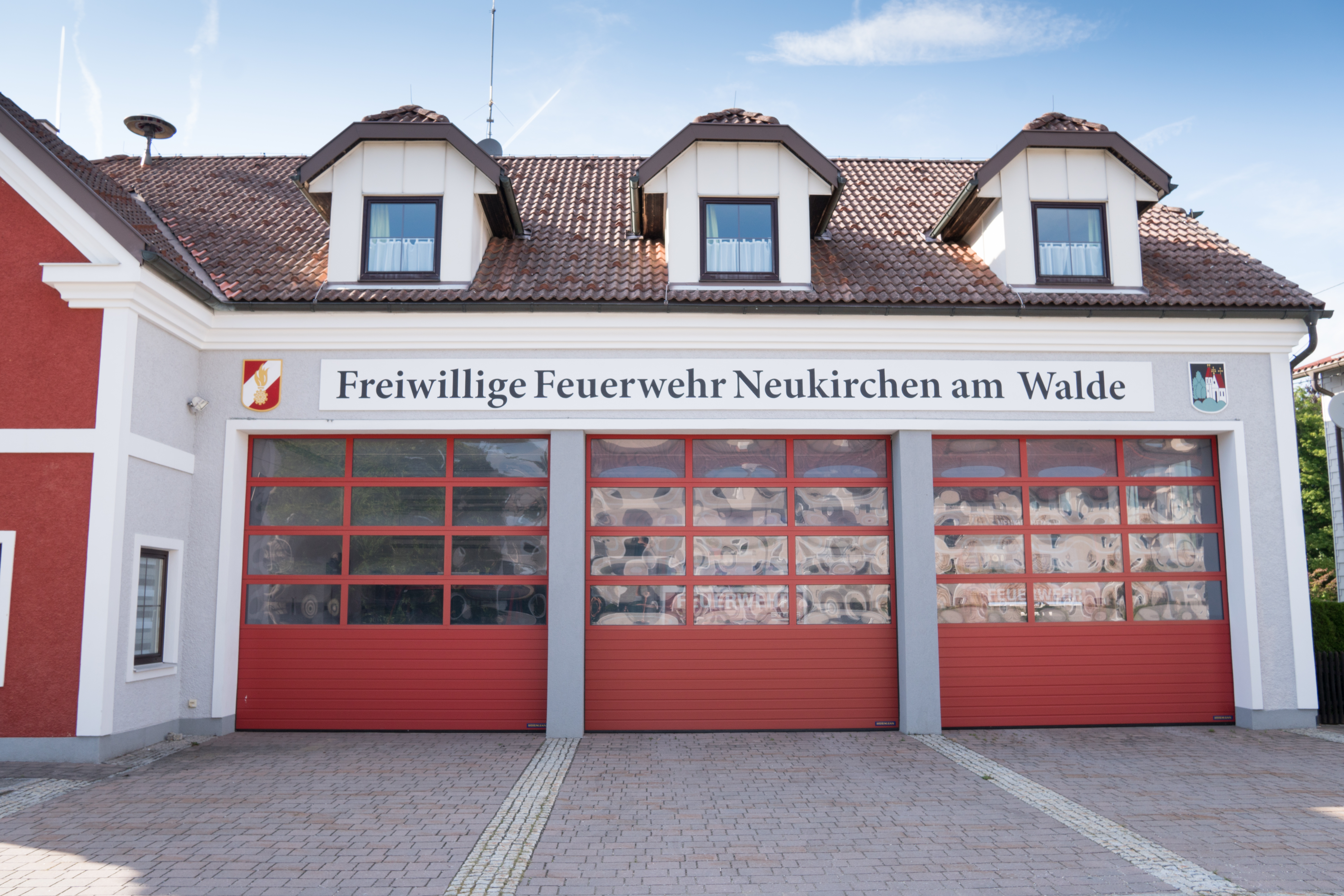
Freiwillige Feuerwehr als Beispiel für zivilgesellschaftlich selbstverwaltete Infrastruktur

Commons-Öffentliche Partnerschaften (CPP; commons-public-partnerships) sind „Kooperationen zwischen Staat und Kommunen einerseits und gemeinwohlorientierten zivilgesellschaftlichen Organisationen andererseits, die der Erfüllung [...] öffentlicher Aufgaben dienen“. Silke Helfrich und David Bollier beschrieben sie 2019 als erwägbare Alternative, in der „die Befugnisse der öffentlichen Hand […] kreativ mit den Motivationen von Gleichrangigen, also peers, und deren Selbstorganisation“ (Commoning) verknüpft würden, um „verlässliche Bedingungen […] füreinander, aber auch für ein größeres Publikum übernehmen [zu] können“. Damit könnten sie die Potentiale öffentlicher Einrichtungen und der Zivilgesellschaft für die sozialökologischen Transformation befördern und beispielsweise zur Stadtentwicklung beitragen. Sie seien zudem „günstiger und multifunktionaler als PPPs“, da im Unterschied kein „Zielkonflikt aus […] Gemeinwohl versus Gewinnorientierung“ bestehe. Beispielhaft sind etwa Freiwillige Feuerwehren und frei ausleihbare Lastenräder, wie sie in vielen Großstädten Mitteleuropas mit kommunaler Unterstützung verliehen werden. Die Drugs for Neglected Diseases Initiative (DNDi), die in einem Zusammenschluss aus öffentlicher Hand, Industrie und Zivilgesellschaft Therapeutika für Vernachlässigte Krankheiten entwickelt, könne ebenso dazu gezählt werden. Forschende von Fraunhofer INT und Fraunhofer IAO empfehlen in der Krisenvorsorge und im Bevölkerungsschutz „Partnerschaften mit zivilgesellschaftlichen Gruppen zu institutionalisieren“. Eine Studie des Stifterverbands beurteilt die Förderung intersektoraler Partnerschaften in Form der „Zusammenarbeit [zivilgesellschaftlicher Organisationen] mit Kommunen und privatwirtschaftlichen Unternehmen“ als Standort- und Wettbewerbsvorteil gerade für ländliche Räume. Das Deutsch-Französische Zukunftswerk empfiehlt die „Etablierung eines Bundeskompetenzzentrums für Commons-Public Partnerschaften“.

Logo der DNDi-Partnerschaft zur nicht-gewinnorientierten Medikamentenentwicklung

Auch sogenannte Public-Civic-Partnerships (PCP) beschreiben projektbasierte Kooperationen von öffentlichen Einrichtungen mit Nichtregierungsorganisationen, bspw. um die Konzipierung sozialer Einrichtungen gemeinsam durchzuführen und anschließend in Selbstverwaltung zu überführen – unter anderem zur Herstellung sozialen Friedens und der Wiederherstellung kultureller Umgangsformen nach Konflikten. Public Social Private Partnerships (PSPP) beabsichtigen die messbare „Verbesserung der Lebenssituationen benachteiligter Personen“ durch die „Verfolgung von spezifischen gesellschaftlichen Schutz- und Erhaltungsinteressen“. In Großbritannien wurden in den 1920er-Jahren erstmals Public-Cooperative Partnerships vorgeschlagen, um die Abhängigkeit der öffentlichen Daseinsvorsorge von Einzelinteressen zu vermeiden. In Hongkong, Taiwan und anderswo wurde klassische ÖPP um partizipative Elemente als sogenannte People-Public-Private Partnerships (P4) erweitert, was der betroffenen Bevölkerung mehr Mitspracherecht bei der Ausrichtung einräumen soll. Laut UNECE tragen sie damit zur Verbesserung der Lebensqualität, Armutsbekämpfung, sozialem Zusammenhalt und Gleichstellung bei. Weitere, von Sheila R. Foster (Georgetown) und Christian Iaione (LUISS) zusammengetragene, vorwiegend kommunale Partnerschaftsformen sind Community-based Public-Private Partnerships (CBP3), Public-Private-Science-Social-Community Partnerships (5P), Public-Community Partnerships, sowie Kooperationen und verstetigter Erfahrungsaustausch gleichrangiger öffentlicher Einrichtungen (Public-Public Partnerships).
Als zeitgenössisches Beispiel für derartige Partnerschaften, die „die nicht mehr in das einfache öffentlich/privat-Schema passen“, kann die Rekommunalisierung der Energienetze Hamburgs bis 2020 dienen, bei dem ein „Energienetzbeirat“ als Aufsichtsrat geschaffen wurde, in dem wissenschaftliche Expertise sowie Wirtschafts-, Umwelt-, Arbeitnehmer- und Verbraucherinteressen personell abgebildet sind.

## Rundfunkberichte
- Tim Engartner: „Staat im Ausverkauf“ – Privatisierung in Deutschland SWR Tele-Akademie vom 27. November 2018